# Albert de Mecklenburg
Albert - en alemany: Albrecht, en suec: Albrekt - (c. 1338 – 1 d'abril del 1412) fou rei de Suècia de 1364 a 1389 i Duc de Mecklenburg de 1384 a 1412 com Albert III. El 1384 va heretar el títol ducal de Mecklenburg i l'uní al de rei de Suècia en una unió personal. Albert va basar les seves reclamacions sobre la corona sueca a dues línies familiars: la seva mare que era germana de Magnus, l'avi patern de la qual era el rei Magnus Ladulås, Albert va reclamar primer lloc en l'ordre de successió suec després del destronament o mort de tot dels fills de Magnus Eriksson; i a través d'una princesa sueca Cristina, filla de Sverker II que fou rei de Suècia de 1196 a 1208.

## Família

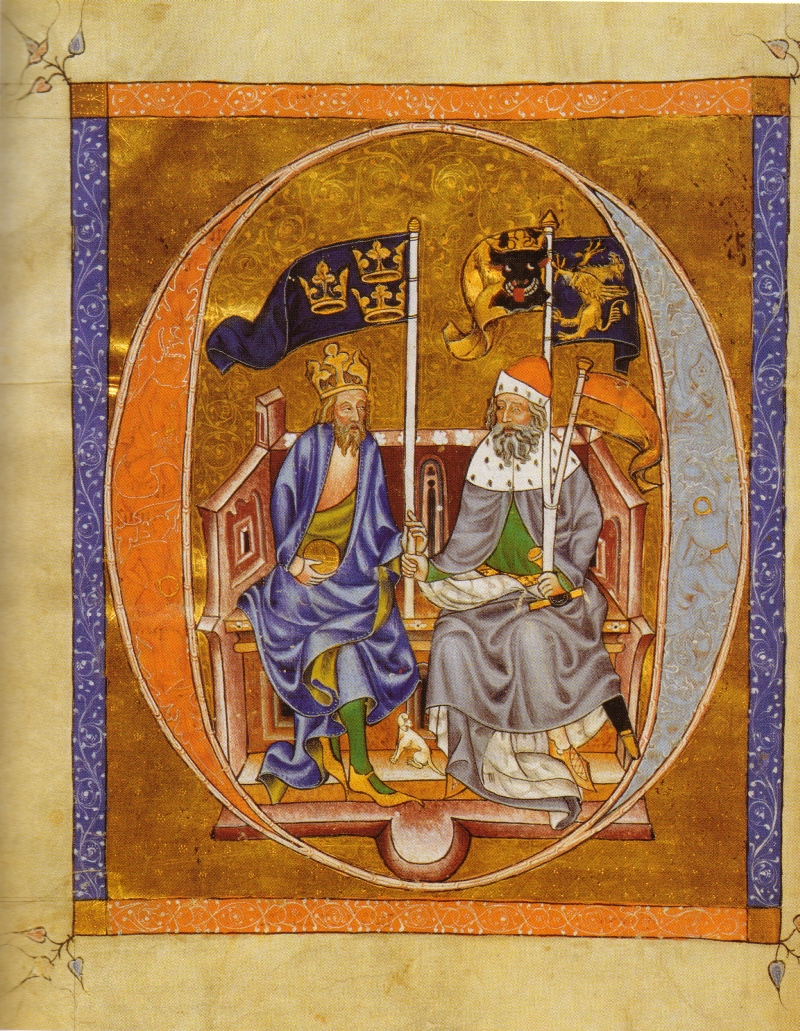
El rei Albert (esquerra) amb el seu pare Albert II Duc de Mecklenburg

Fou el segon fill del Duc de Mecklenburg Albert II i d'Euphemia Eriksdotter, filla del Duc Erik Magnusson de Södermanland i germana del rei de Suècia i de Noruega Magnus Eriksson. Albert es casà amb Richardis de Schwerin, filla de comte Otto de Schwerin. La Reina Richardis va morir el 1377 i va ser enterrada a Estocolm.
El 1359 Albert es casà amb Richardis de Schwerin en un matrimoni contret a Wismar el 12 d'octubre de 1352. El Rei i la reina van tenir dos fills:
- Eric I (mort el 1397), príncep hereu[3] suec i governant de Gotland
- Richardis Catherine (morta el 1400), casada a Praga el 1388 a Joan de Görlitz (1370-96), cinquè fill de l'Emperador Carles IV, marcgravi de Moràvia i Duc de Görlitz (Lusàcia).

El febrer del 1396 Albert es casà a Schwerin amb Agnès de Brunsvic-Lüneburg (morta 1430/1434) amb qui tingué un fill: Albert V de Mecklenburg (mort el 1423), Duc de Mecklenburg i Schwerin.

## Regnat a Suècia
El 1363 arribaren a la cort de Mecklenburg membres del consell aristocràtic suec, dirigit per Bo Jonsson Grip, que havien estat bandejats de Suècia després d'una revolta contra el rei Magnus IV que era impopular entre la noblesa. A petició dels nobles, Albert endegà una invasió de Suècia amb el suport de diversos ducs i comtes alemanys i diverses ciutats hanseàtiques al nord d'Alemanya. Estocolm i Kalmar a Suècia, amb grans poblacions hanseàtiques, també aprovà la intervenció. Albert va ser proclamat Rei de Suècia i coronat oficialment el 18 de febrer de 1364. La coronació va tenir lloc a les pedres de Mora. Encara es conserva un fragment de la pedra que commemora l'ocasió anomenada la pedra de les tres corones. Aquest és la representació més antiga de les tres corones com a símbol nacional de Suècia.
L'arribada d'Albert conduí a vuit anys de guerra civil a Suècia entre els seguidors d'Albert i Magnus. En una batalla prop d'Enköping el 1365 entre les forces alemanyes d'Albert i les del rei Magnus, amb el suport del rei de Noruega Håkon VI, fill supervivent de Magnus, Magnus fou derrotat i empresonat per Albert. Després de la derrota inicial Valdemar IV, rei de Dinamarca, sogre de Håkon, va intervenir en nom de Magnus i Håkon, i camperols suecs s'incorporaren a les forces de Valdemar per a donar suport a Magnus. A part de les places fortes com Estocolm, Albert era impopular entre el suecs als qui disgustava la política d'Albert de nomenar alemanys com oficials a totes les províncies sueques.
Amb l'ajuda d'aliats danesos i suecs, el rei Håkon dirigit a temporalment bat darrere Albert i assetjà Estocolm el 1371. Tanmateix, el setge fou curt; amb ajuda militar de la noblesa sueca a Estocolm, Albert va aconseguir vèncer els noruecs i els danesos. Es signà un acord de pau sota el que s'alliberaria a Magnus i se li permetria viatjar lliurement a Noruega (on també fou rei fins al 1355 i on passà la resta de la seva vida). Albert havia afermat la corona sueca, però també es veié forçat a fer un jurament de coronació retardat en què va acceptar concessions àmplies a la noblesa sueca al consell de regència. Bo Jonsson Grip va utilitzar aquest poder per a usurpar a personalment 1.500 granges esdevenint aviat el més gran terratinent de Suècia, controlant un terç de tot el territori suec i posseint la riquesa no reial més gran del país.

## Deposició

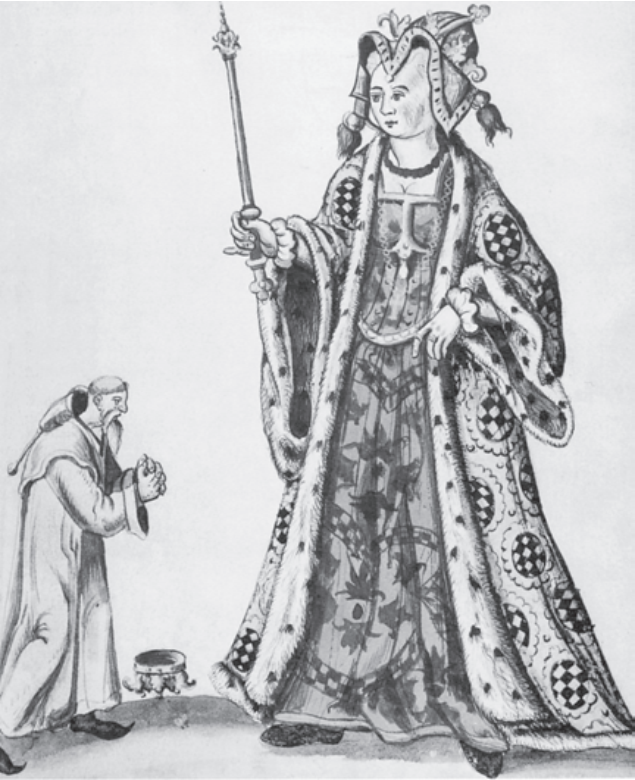
El rei Albrecht suplica pietat a la reina Margarida (representació del 1589)

Albert va mantenir la corona de Suècia uns altres 19 anys, però la majoria de Suècia occidental no va donar suport al seu regnat. Quan va intentar introduir reducció (reduktion en suec) de les grans propietats de la noblesa sueca, va perdre el seu suport a Estocolm. El 1389 afrontà una pèrdua de terres i riquesa, el consell de regència suec va recórrer a la vídua de Håkon, Margarida per demanar ajuda per desfer-se d'Albert. La Reina Margarida va enviar tropes i el febrer 1389, van derrotar Albert a la batalla d'Åsle. Albert va ser capturat, deposat i enviat a Castell de Lindholmen a Escània, on passà els següents sis anys empresonat. Va ser alliberat després 16 dies de negociacions de pau el 1395, durant en les que s'acordà que abandonés Estocolm en tres anys, o pagar grans sumes en retribució a Margarida. Passats els tres anys Eric, llavors l'únic fill d'Albert, morí mentre governava Gotland a Suècia, i Albert va triar abandonar Estocolm més que pagar la multa. El 1398 l'acord va entrar en vigor, concedint a Margarida la possessió d'Estocolm.
Albert va retornar a Mecklenburg, es tornà a casar, va tenir un altre fill i regnà com a Duc de Mecklenburg fins a la seva mort, set mesos abans que la de Margarida, el 1412. Formalment abdicà del tron suec el 1405, però fins llavors ell i la seva segona muller Agnès encara usaven el títol de reis de Suècia. La seva tomba és al monestir de Doberan a Bad Doberan, Alemanya.